# فيتو ديميتريفيتش
فيتو ديميتريفيتش (بالإنجليزية: Vito Dimitrijević)‏ هو لاعب كرة قدم أمريكي في مركز الوسط، ولد في 11 ديسمبر 1948 في Surdulica ‏ في صربيا. لعب مع لوس أنجلوس أزتكس ونيويورك كوسموس.